# Aplerbeck (Adelsgeschlecht)

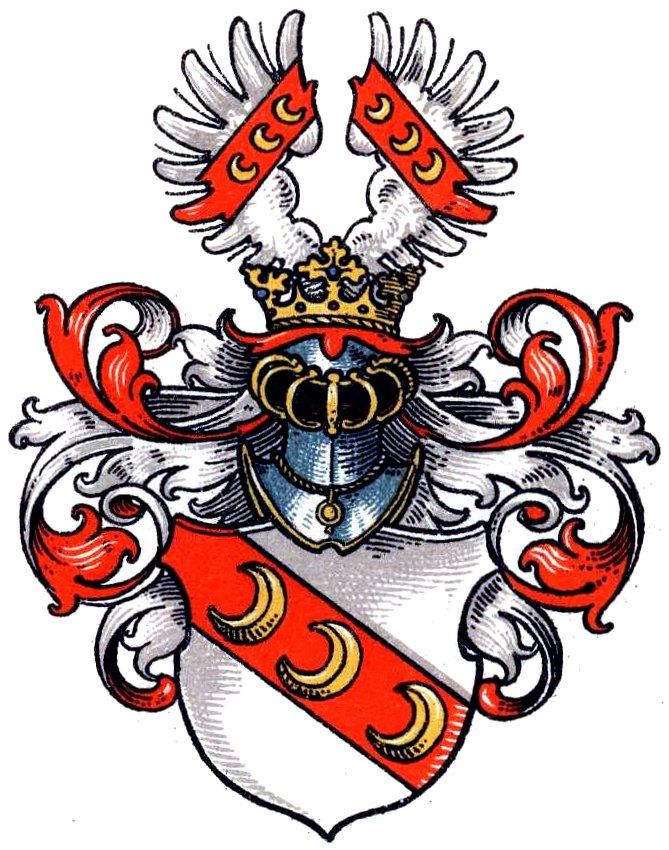
Stammwappen derer von Aplerbeck

Die Herren von Aplerbeck waren ein westfälisches Adelsgeschlecht.

## Geschichte
Der Stammsitz des Geschlechts lag im Ostendorf von Aplerbeck, einem heutigen Stadtteil und Stadtbezirk Dortmunds. Neben Aplerbeck hatte das Geschlecht auch Besitzungen in Schüren. Bereits 1229 erscheinen erste Personen, die den Namen „Aplerbeck“ führen. Neben Heinricus de Apelderbeke, einem Ministerialen des Klosters Möllenbeck, wird auch ein Lambertus de Apelderbeke namentlich genannt. 1233 wird ein Berthold von Aplerbeck urkundlich erwähnt. 1272 erscheint ein Minricus de Apelderbecke, Miles (Ritter) zu Elsen und Herdicke.1302 verkaufen die Brüder Henrich und Diedrich von Aplerdebeke ihr Haus mit allen Steinbrüchen und Kohlengruben an die Kirche St. Reinoldus in Dortmund, wobei ein Gottfried von Apelderbeck, Canonich zu Essen siegelt. 1317 hat Gertrudis, die Ehefrau Heinrichs von Aplerdebecke den Zehnten zu Schüren an Caesarus von Hengstenberg zu Dortmund verkauft. 1336 wird Diedrich von Aplerdebecke vom Grafen zu Limburg mit dem Hof zu Brockhove und dem Gut zu Knostern belehnt. 1344 haben der Theodericus und 1358 der Tydeman de Apelerbecke das Siegel (Straße mit 3 halben Monden) benutzt. 1364 ist Thidemannum de Apeldernbeke Zeuge, als Sibert von Hamm der Benedictis-Kapelle eine Rente aus seinem Gute zu Sölde verkauft. Johann von Apelderbeke, Dydrich dey Hert und Eegart van Vlotem schwören 1391 dem Grafen Conrad von Dortmund und der Stadt Dortmund Urfehde.1392 wurde Heinrich von Aplerbeck durch Graf Dietrich von der Mark mit dem Gut zu Lütgenholthausen zu Dienstmannsrecht belehnt. 1399 ist Meinrich von Apeldernbeke, Zeuge, als Hermann Hoppenere der Stadt Dortmund Urfehde schwört. 1400 verkaufen Henrich von Apelderbeck und seine Frau Meyericke Monninck ihren Zehnden zu Barop an das Gasthaus zu Dortmund. 1419 und 1426 versiegelt Henrichs Sohn Diedrich von Apelderbeke den Verbund zwischen der Ritterschaft und einigen Städten der Grafschaft Mark. Durch die Heirat der Greite von Apelerbecke mit dem Johann Ovelacker, dem Amtmann zu Schwarzenberg und Hörde im Jahre 1483, kam die Burg in die Familie Ovelacker. Im 16. Jahrhundert wurde der Besitz der Burg zersplittert und die Burg verschwand, auch wenn von der Burg noch 1895 ein Burghof existierte.

## Wappen
In Silber ein roter schräglinker Balken mit drei goldenen Mondsicheln (oft nicht ganz korrekt „Halbmond“ genannt) belegt. Auf dem gekrönten Helm ein weißer Flug, sparrenweise mit der Schildfigur belegt. Helmdecken in rot-weiß.
Bei Spießen findet sich darüber hinaus ein Wappen derer von Apelderbecke, das vermutlich ebenfalls von einem 1342 vorkommenden Geschlecht zu Aplerbeck stammt: Gespalten, rechts halber Adler am Spalt, links ein Schlüssel, dessen Griff nach unten und dessen Bart nach oben links gerichtet ist.

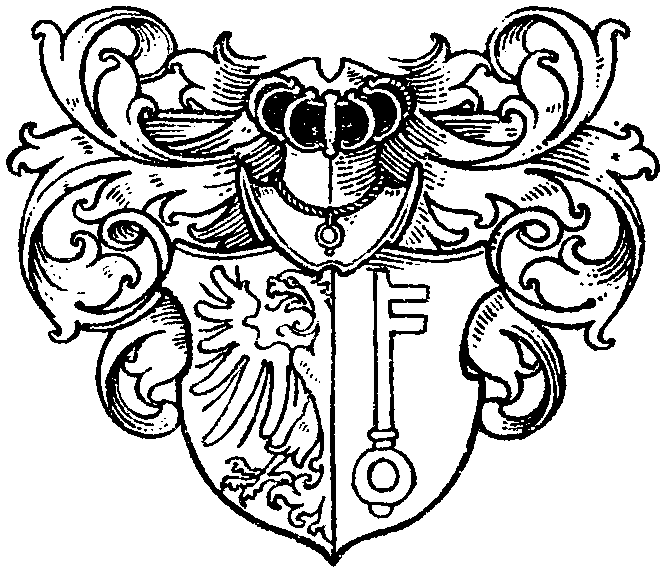
Wappen derer von Apelderbecke bei Spießen
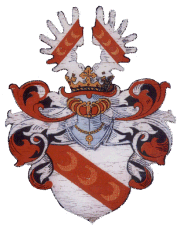
Wappen derer von Aplerbeck